# David Egerton
David Egerton (ur. 19 października 1961 w Pinner, zm. 8 lutego 2021 w Bristolu) – angielski rugbysta grający na pozycji wiązacza, pięciokrotny mistrz kraju z Bath, reprezentant Anglii, trener.

## Kariera klubowa
Grać w rugby zaczynał w Bishop Wordsworth's School, a następnie występował w uczelnianym zespole podczas studiów na Loughborough University. W latach 1980–1982 związany był z Salisbury RFC.
W klubie Bath zadebiutował w grudniu 1994 roku i do listopada 1994 rozegrał 163 spotkania w pierwszym zespole. W tym czasie trenowana przez Jacka Rowella drużyna pięciokrotnie triumfowała w angielskiej lidze (88/89, 90/91, 91/92, 92/93, 93/94), a także pięciokrotnie zdobyła puchar kraju.

## Kariera reprezentacyjna
Otrzymywał powołania do krajowych reprezentacji U-16, U-19 oraz uniwersyteckiej, a w 1986 roku także do angielskiej reprezentacji B.
Znalazł się w seniorskiej kadrze na Puchar Świata w Rugby 1987, nie zagrał jednak w żadnym spotkaniu. Zadebiutował w niej rok później i do roku 1990 rozegrał łącznie siedem testmeczów, stałym bowiem wiązaczem w owym okresie był Dean Richards, dodatkowo jeszcze nękany był kontuzjami, które pozbawiły go także szansy występu w PŚ 1991. Na poziomie reprezentacyjnym zagrał także dla British and Irish Lions przeciwko Francuzom w Paryżu w 1989 roku oraz trzykrotnie dla Barbarians.

## Kariera trenerska
Wkrótce po zakończeniu kariery zawodniczej, z początkiem sezonu 1995–96, został trenerem w Bridgwater & Albion. W kolejnym sezonie uzyskał z nim awans do wyższej ligi. W trakcie sezonu 1997/1998 zatrudnił go broniący się przed spadkiem Bristol. Po barażach klub został relegowany, lecz Egerton pozostał w nim jako asystent Boba Dwyera, odchodząc jednak w połowie sezonu 1998/1999.

## Varia
- Pracował zawodowo w usługach finansowych, nie tylko w Wielkiej Brytanii, lecz także w Hongkongu. Udzielał się także jako ekspert i komentator w BBC Radio Bristol[2][4][9].
- Żonaty z Amandą, dzieci William i Olivia[2].
- Zmarł w wieku 59 lat z powodu komplikacji po zakażeniu COVID-19[2][15][9].